# Coenosia nevadensis
Coenosia nevadensis är en tvåvingeart som beskrevs av Lyneborg 1970. Coenosia nevadensis ingår i släktet Coenosia och familjen husflugor. Inga underarter finns listade i Catalogue of Life.